# Сай (оръжие)
Вижте пояснителната страница за други значения на Сай.
Сай (釵) е названието на едно от традиционните оръжия в източните бойни изкуства. Поради спецификата на времето, на китайските селяни било забранено да носят оръжия и те били принудени да се научат да се защитават с позволените селскостопански сечива. Сай първоначално използвано като селскостопански инструмент за събиране и преместване на оризова слама и сено, впоследствие се превръща в едно от малкото разрешени за носене селскостопански сечива, годни за двойна употреба и като оръжие. Представлява около 50 см дълъг тризъбец със значително по-дълъг среден зъб и обикновено извити навън странични зъби. Традиционния сай няма режещи остриета, а само заострени върхове. През Средновековието на остров Окинава е започнало копирането от Kитай и създаването на нови техники за водене на бой със сай. Майсторите носели обикновено три сая, като единия е бил използван като метателно оръжие, а другите два за фехтовка. Както повечето оръжия в Кобудо, сай се използва чифтно по едно във всяка ръка. Противно на разпространени схващания, обичайната техника на бой със сай не е сходна с техниката с нож. Саят често се държи обратно за основата на един от страничните зъби и се използва като защита на предмишницата срещу ударите с меч и страничните зъби като куки за захващането му. Ударите са предимно мушкащи с дръжката, но също така има и развъртания и блокове, като много рядко се хваща за дръжката. Катите и ударите със сай са много сходни с тези от традиционното карате. Саят се счита за неизменна част от арсенала на повечето стилове карате.